# Tasokare Hotel
Tasokare Hotel (誰ソ彼ホテル Tasokare Hoteru?) es un juego móvil japonés creado por Benoma Ray y SEEC. Se lanzó para dispositivos móviles iOS y Android en 2017 y se descargó más de 1,1 millones de veces. Se lanzó una nueva versión titulada Tasokare Hotel Re:newal para iOS y Android en diciembre de 2022, y se lanzó un puerto para PC en Steam en enero de 2024. Se ha anunciado una secuela titulada Tasokare Hotel: Tsobomi. 
Una adaptación de la serie de televisión de anime producida por PRA se emitió de enero a marzo de 2025.

## Argumento
El Hotel Tasokare es un hotel que está envuelto en la penumbra durante todo el día, sin distinción entre el día y la noche. Existe como un lugar entre la vida y la muerte, donde las almas incapaces de decidir si pasar al más allá o regresar al mundo presente pueden descansar sus alas. La protagonista, Neko Tsukahara, deambula por el Hotel Tasokare sin recordar quién es ni por qué está allí. Guiada por el personal del hotel, es conducida a su habitación. "Debería haber elementos relacionados con los recuerdos del cliente en la habitación. Estos podrían servir como pistas para ayudar al cliente a recuperar sus recuerdos". Mientras busca una forma de regresar al mundo actual y recordar quién es, se encuentra con un cierto incidente.

## Personajes
Neko Tsukahara (塚原音子 Tsukahara Neko?)
 Seiyū: Rika Momokawa
La protagonista principal de la historia. Es una chica de preparatoria fan de un grupo de idols que tras sufrir un accidente su alma fue transportada al Hotel Tasokare. Tras recordar su identidad decide trabajar en ese hotel mientras intenta recordar si está viva o muerta.
Atori Haruto (阿鳥遥斗 Haruto Atori?)
 Seiyū: Kōdai Sakai
Masaki Osoto (大外聖生 Osoto Masaki?)
 Seiyū: Yusuke Shirai
Un asesino en serie de mujeres que llega al hotel. Al principio finge ser un detective que resuelve homicidios pero es descubierto por Neko. Debido a que no puede asesinar a nadie en ese hotel (dado que el hotel tiene la regla de que si matas a alguien, irás al infierno), decide quedarse y hacer de las suyas manipulando a los huéspedes para que se maten entre ellos.
Gerente del Hotel (支配人 Shihainin?)
 Seiyū: Kanehira Yamamoto
Ruri (ルリ?)
 Seiyū: Yuki Nagano
Una integrante del personal del hotel. Encargada del aseo de habitaciones, de cocinar y mantener el jardín del hotel. Eligió trabajar en el hotel ya que le pagan un sueldo y porque disfruta cocinar. Está enamorada de Atori y siente celos hacia Neko por su apariencia.
Menow (瑪瑙 Menou?)
 Seiyū: Natsue Sasamoto
Kiriko (切子?)
 Seiyū: Takashi Narumi

## Media

### Anime
El 24 de junio de 2024 se anunció una adaptación de la serie de televisión de anime. Será producida por PRA y dirigida por Kōsuke Koremizu, con personajes diseñados por Yūko Hariba y música compuesta por Tsujiyo y sugarbeans. La serie se estrenará el 8 de enero de 2025 en Tokyo MX y otras cadenas. El tema de apertura es "TASOKARE" interpretado por Kayoko Yoshizawa, mientras que el tema final es "Twilight" interpretado por Rib. REMOW obtuvo la licencia de la serie y la transmitió internacionalmente fuera de Asia en Amazon Prime Video, en América del Norte en el canal de Tubi y YouTube It's Anime y en América Latina a través de Anime Onegai y Plex.